# Seznam kulturních památek v Srní (okres Klatovy)
Tento seznam nemovitých kulturních památek v obci Srní v okrese Klatovy vychází z  Ústředního seznamu kulturních památek ČR, který na základě zákona č. 20/1987 Sb., o státní památkové péči, vede Národní památkový ústav jako ústřední organizace státní památkové péče. Údaje jsou průběžně upřesňovány, přesto mohou obsahovat i řadu věcných a formálních chyb a nepřesností či být neaktuální. 
Pokud byly některé části dotčeného území vyčleněny do samostatných seznamů, měly by být odkazy na tyto dílčí seznamy uvedeny v úvodu tohoto seznamu nebo v úvodu příslušné sekce seznamu.

## Srní
|  |  | Hledat fotografie a kategorie ve Wikimedia Commons podle rejstříkového čísla památky | Nahrát snímek k tomuto tématu do úložiště Wikimedia Commons |  |

|  |  | Hledat fotografie a kategorie ve Wikimedia Commons podle rejstříkového čísla památky | Nahrát snímek k tomuto tématu do úložiště Wikimedia Commons |  |

|  | Kategorie „Church of Holy Trinity (Srní) “ na Wikimedia Commons | Hledat fotografie a kategorie ve Wikimedia Commons podle rejstříkového čísla památky | Nahrát snímek k tomuto tématu do úložiště Wikimedia Commons |  |

|  |  | Hledat fotografie a kategorie ve Wikimedia Commons podle rejstříkového čísla památky | Nahrát snímek k tomuto tématu do úložiště Wikimedia Commons |  |

|  | Kategorie „Vchynice-Tetov Canal “ na Wikimedia Commons | Hledat fotografie a kategorie ve Wikimedia Commons podle rejstříkového čísla památky | Nahrát snímek k tomuto tématu do úložiště Wikimedia Commons |  |

## Údolí
| Památka                    | Fotografie        | Rejstříkové číslo v ÚSKP                                                             | Sídelní útvar                                               | Poloha                                                         | Popis a poznámky |
| -------------------------- | ----------------- | ------------------------------------------------------------------------------------ | ----------------------------------------------------------- | -------------------------------------------------------------- | --- |
| Kramlův mlýn (Q38492118) · | \| \| \| \| \| \| | 14260/4-4152 Pam. katalog MIS                                                        | Údolí                                                       | Srní 34, st. 231, Srní I 49°5′45,17″ s. š., 13°29′31,41″ v. d. | Vodní mlýn Mostecký (Kramlův). Mostecký (Kramlův) vodní mlýn na bezejmenném levém přítoku Vydry. Areál mlýna budovaný od 1. třetiny 19. století. Součástí areálu byla zděná klasicistní budova mlýna s obytnou částí, mlýnicí a kolem na svrchní vodu, protilehlý hospodářský objekt a sklípek umístěný ve svahu nad mlýnem. Areál byl situován v původním přírodním prostředí, zachovaný v exteriéru včetně technického zařízení. - mlýnice s obytnou částí - hospodářský objekt - vodní systém - sklep ve svahu Poznámka: V listopadu 1999 areál byl kompletně srovnán se zemí. REI 2006: věc zcela zanikla, návrh na zrušení prohlášení 2008, oznámení o zániku 2012. Památkově chráněno od 18. března 1983. Památková ochrana zrušena 30. listopadu 1999. |
|                            |                   | Hledat fotografie a kategorie ve Wikimedia Commons podle rejstříkového čísla památky | Nahrát snímek k tomuto tématu do úložiště Wikimedia Commons |                                                                | |

## Rokyta
|  | Kategorie „Dvorec Antýgl “ na Wikimedia Commons | Hledat fotografie a kategorie ve Wikimedia Commons podle rejstříkového čísla památky | Nahrát snímek k tomuto tématu do úložiště Wikimedia Commons |  |

|  |  | Hledat fotografie a kategorie ve Wikimedia Commons podle rejstříkového čísla památky | Nahrát snímek k tomuto tématu do úložiště Wikimedia Commons |  |